# La Famille Delajungle, le film
Pour la série télévisée d'animation originale, voir La Famille Delajungle.
Pour plus de détails, voir Fiche technique et Distribution.
La Famille Delajungle, le film ou Les Thornberrys, le film au Québec (The Wild Thornberrys Movie) est un film d'animation américain de Cathy Malkasian et Jeff McGrath, sorti en 2002. C'est la suite de la série La Famille Delajungle. Il fut nommé pour l'Oscar de la meilleure chanson originale en 2002 pour la musique Father and Daughter de Paul Simon.

## Synopsis
Nigel et Marianne Delajungle réalisent des documentaires animaliers. Sillonnant le monde en compagnie de leurs fillettes, Eliza et Debbie, et de leur fils adoptif, Donnie, ils se rendent au Congo pour filmer un événement magique qui ne se produit que tous les trois siècles. Une légende locale dit qu'à chaque éclipse du soleil, des milliers d'éléphants se risquent hors de la forêt pour admirer ce rare et merveilleux spectacle. Hélas, deux méchants braconniers, Sloan et Betty Blackburn, n'attendent que cette occasion pour abattre les mastodontes et s'emparer de leurs précieuses défenses. Après avoir tenté d'arracher un bébé guépard aux Blackburn, Eliza est renvoyée à Londres et inscrite dans un pensionnat. Séparée des animaux sauvages, la fillette sombre dans la déprime. Apprenant en rêve que le bébé guépard est encore en vie, elle regagne l'Afrique pour affronter ses ravisseurs.

## Fiche technique
- Titre original : The Wild Thornberrys Movie
- Titre français : La Famille Delajungle, le film
- Titre québécois : Les Thornberrys, le film
- Réalisation : Cathy Malkasian, Jeff McGrath
- Scénario : Kate Boutilier (en), Aileen Quinn
- Musique : Alan Menken, Paul Simon et Howard Ashman
- Production : Gábor Csupó, Arlene Klasky
- Sociétés de production : Paramount Pictures, Nickelodeon Movies, Klasky-Csupo, Inc.
- Sociétés de distribution : Paramount Pictures
- Budget : 35 000 000 $[1]
- Pays de production :  États-Unis
- Langue originale : anglais, français
- Genre : animation
- Durée : 85 minutes
- Date de sortie :
  - États-Unis, Canada : 20 décembre 2002

## Doublage

### Voix originales
- Lacey Chabert : Eliza Delajungle
- Tim Curry : Nigel Delajungle et Radcliffe Delajungle
- Jodi Carlisle (en) : Marianne Delajungle
- Jodi Benson : Jane Porter
- Danielle Harris : Debbie Delajungle
- Michael "Flea" Balzary : Donnie Delajungle
- Tom Kane : Darwin Delajungle
- Lynn Redgrave : Cordelia Delajungle
- Rupert Everett : Sloan Blackburn
- Marisa Tomei : Bree Blackburn
- Alfre Woodard: Akela, la maman guépard
- Kimberly Brooks : Tally
- Cree Summer : Phèdre, l'éléphant
- Brenda Blethyn : Mrs. Fairgood
- Obba Babatundé : Boko
- Kevin Michael Richardson : Shaman Mnyambo
- Melissa Greenspan (en): Sarah Wellington
- Roger L. Jackson : Reggie / Thunder

### Voix françaises
- Émilie Rault : Eliza Delajungle
- Danièle Douet : Debbie Delajungle
- Maïté Monceau : Marianne Delajungle
- Patrick Préjean : Nigel Delajungle
- Philippe Bozo : Darwin Delajungle
- Nicole Favart : Cordelia Delajungle
- Bernard Gabay : Sloan Blackbun
- Claire Litvine : Betty Blackbun
- Magali Barney : Sarah Wellington
- Bernard Métraux : le shaman
- Gérard Dessalles : Jomo, le gorille
- Ingrid Nivet : Phèdre, l'éléphant
- Alexandra Canto : Tally, le bébé guépard
- Louisy Joseph : Akela, la maman guépard
- Gérard Surugue : Reggie l'écureuil et le rhinocéros
- Marjorie Parascandola : Victoria
- Coralie Gelle : Jane

## Jeux vidéo
- La Famille Delajungle : Le Film sur PC.